# Brooklyn Nine-Nine
Brooklyn Nine-Nine es una serie de televisión estadounidense de comedia de policía procesal creada por Dan Goor y Michael Schur. La serie gira en torno a Jake Peralta (Andy Samberg), un talentoso pero inmaduro detective del DPNY en la ficticia comisaría 99 de Brooklyn, que a menudo entra en conflicto con su oficial al mando, el serio y severo capitán Raymond Holt (Andre Braugher). El resto del elenco está formado por Stephanie Beatriz como Rosa Díaz, Terry Crews como Terry Jeffords, Melissa Fumero como Amy Santiago, Joe Lo Truglio como Charles Boyle, Chelsea Peretti como Gina Linetti, Dirk Blocker como Michael Hitchcock y Joel McKinnon Miller como Norm Scully.
Producida como una comedia monocámara, Fox encargó originalmente 13 episodios para su primera temporada, ampliándola finalmente a 22. Brooklyn Nine-Nine se estrenó el 17 de septiembre de 2013. El 10 de mayo de 2018, Fox canceló la serie tras cinco temporadas. Al día siguiente, NBC la recogió para una sexta temporada, que se estrenó el 10 de enero de 2019. La séptima temporada se estrenó en febrero de 2020. La octava y última temporada, de diez episodios, se estrenó el 12 de agosto de 2021 y culminó el 16 de septiembre del mismo año.
La serie ha sido aclamada por la crítica por su elenco, especialmente por Samberg y Braugher. Ha ganado dos premios Emmy a las Artes Creativas y un Globo de Oro a la mejor serie de televisión musical o comedia. Samberg ha ganado un Globo de Oro al mejor actor de serie de televisión musical o de comedia, mientras que Braugher ha sido nominado a cuatro Premios Primetime Emmy al mejor actor de reparto en una serie de comedia y ha ganado dos Premios de la Crítica Televisiva al mejor actor de reparto en una serie de comedia. La serie también ha recibido elogios especiales por su representación de temas serios sin perder el sentido del humor. Por su representación de las personas LGBTQ+, la serie ganó el GLAAD Media Award a la mejor serie de comedia.

## Sinopsis
La serie sigue las aventuras de un grupo de detectives de la comisaría 99 del Departamento de Policía de Nueva York, cada uno con personalidades distintas. Los detectives Jake Peralta (Andy Samberg), Amy Santiago (Melissa Fumero), Charles Boyle (Joe Lo Truglio), Rosa Díaz (Stephanie Beatriz), Norman Scully (Joel McKinnon Miller) y Michael Hitchcock (Dirk Blocker), más el Sargento Terry Jeffords (Terry Crews) y la asistente Gina Linetti (Chelsea Peretti), diariamente se enfrentan a todos los criminales de Brooklyn, algunos de estos muy serios y peligrosos, aunque algunos otros un tanto excéntricos. La trama comienza cuando el escuadrón conoce a su nuevo capitán, Raymond Holt (Andre Braugher). Holt es un experimentado policía quien ha sufrido de discriminación debido a su declarada homosexualidad y color de piel. Por fin recibe su primera oportunidad al frente de una comisaría y hará hasta lo imposible por maximizar la eficiencia y profesionalismo de sus detectives. Aunque el escuadrón resuelve una gran cantidad de crímenes, tiene un gran desorden administrativo y, por lo general, su profesionalismo queda en duda, por lo cual deben adaptarse a la personalidad estricta de Holt.

## Elenco
- Andy Samberg como el Detective Jacob "Jake" Peralta, un detective muy hábil con habilidades impresionantes pero con una personalidad absurdamente "infantil". Jake es inmaduro y poco responsable, generalmente está en bancarrota y tiene muchos problemas para organizar su vida, sin embargo, tiene un buen corazón y está comprometido con beneficiar a la comunidad. En el fondo siempre hace lo correcto. Jake es compañero de Amy y, aunque desde un principio tienen una atracción, siempre se ven como compañeros y niegan repetidas veces querer estar con el otro y al principio si inmadura o absurda apuesta en el fondo se quieren y no como amigos sino como algo más, aunque tardan un tiempo en comenzar una relación.[2]
- Melissa Fumero como la Detective, y después Sargento, Amy Santiago. Amy es lista, organizada y muy estudiosa, todo lo contrario a Jake. Sin embargo, ambos se atraen y terminan siendo novios y con el tiempo contraen matrimonio. Amy es muy obsesiva, es increíblemente competitiva (ya que asegura que creció con varios hermanos) y siempre quiere quedar bien con el capitán Holt. No le importa lo que los demás piensen de ella por quedar bien con su jefe. Amy tiene intenciones de llegar a Capitán de la NYPD algún día.[2]
- Terry Crews como el Sargento, y después Teniente, Terry Jeffords, el líder del grupo de detectives. Terry es un hombre alto y musculoso, sin embargo, es padre de familia y le teme al peligro, por lo tanto evita las actividades peligrosas. Terry es el único del precinto que se comporta como adulto, y siempre trata de evitar que el grupo de detectives quede en vergüenza cuando deben interactuar con adultos que sí maduraron.[2]
- Stephanie Beatriz como la Detective Rosa Díaz, una detective inteligente, fuerte y temible. Díaz es muy seria y no le agrada mostrar sus sentimientos, tampoco le gustan las cursilerías o el romanticismo. Inicia una relación con el sobrino del Capitán Holt, lo cual la hace sentir incómoda por tener que "hablar" con Holt fuera de cosas del trabajo. En la quinta temporada se confirma que es bisexual, y es abierta después de eso a que sale con mujeres. aunque no llega a algo serio con ninguna.[2]
- Joe Lo Truglio como el Detective Charles Boyle. Boyle es un hombre bajo de estatura, es amante de la buena comida, sabe de comidas tradicionales de muchos países y disfruta cocinar. Siente una extraña admiración por Jake y el considera a jake como su mejor amigo, al grado que incluso festeja más los triunfos y logros de Jake que los suyos propios. Le gusta relacionarse con mujeres mayores.[2]
- Chelsea Peretti como Gina Linetti. Gina es la secretaria del precinto y asistente del Capitán Holt. Es increíblemente vanidosa, se la pasa viendo su teléfono o viéndose al espejo y se molesta cuando alguien la interrumpe o cuando alguien desagradable se dirige a ella. A pesar de ello, Gina es muy observadora y conoce muy bien a sus compañeros, por lo que siempre resuelve los conflictos entre sus amigos.[2]
- Andre Braugher como el Capitán Raymond Jacob Holt. Holt es serio y formal, le gusta que las cosas se hagan de su forma y nada más. Se desespera con la actitud de Jake y se molesta cuando sus detectives no hacen las cosas como debieron o deberían, sin embargo, los aprecia a todos y les ayuda a corregir sus errores.[2]
- Joel McKinnon Miller como el detective Norman "Norm" Scully. Tiene años siendo parte de la policía de Nueva York aunque es un detective poco eficiente. Es ingenuo a veces, aunque siempre trata de ayudar a sus compañeros. De vez en cuando, su larga experiencia en la carrera policial ayuda a sus compañeros en procedimientos obsoletos, y al igual que jake demuestra una grave o peor falta de madurez a pesar de sus largos años en la policía de new york.
- Dirk Blocker como el detective Michael Hitchcock. Es el mejor amigo de Scully y siempre hacen todo juntos, aunque también siempre busca oportunidad para reemplazar a Boyle como el mejor amigo de Jake.

### Personajes secundarios recurrentes
- Marc Evan Jackson como Kevin Cozner. Es el marido del capitán Holt y, al igual que él, es serio y formal. Es profesor y director de departamento en la Universidad de Columbia. Con su marido tienen un perro de raza Corgi llamado "Cheddar".
- Kyra Sedgwick como Madeline Wuntch. Es la archirrival del Capitán Holt debido a que siente una gran atracción hacia él y está frustrada por no ser correspondida. Wuntch tiene un cargo muy importante dentro del NYPD y no duda en usar su influencia para molestar y provocar a Holt.
- Craig Robinson como Doug Judy 'el bandido de los Pontiac', el archirrival de Jake Peralta. Es un astuto ladrón de automóviles que se ha escapado varias veces de las manos de Peralta, generalmente engañándolo. Judy, por su parte, dice que Peralta es "su mejor amigo", y cuando están juntos resulta que tienen algunos gustos en común. Doug recibió ese apodo porque su sello es que solo roba coches de la marca Pontiac.
- Dean Winters como el Buitre. Es un oficial de Policía que se ganó ese apodo por robar los casos de los detectives de la comisaría 99.ª. El buitre era parte primero del escuadrón de Asuntos Mayores (Mayor Crimes), por lo tanto tenía autoridad para irrumpir en los asuntos casi resueltos y llevarse el crédito. Posteriormente, lo ascienden a capitán. Es extremadamente vanidoso y superficial.
- Merryn Dungey como Shannon Jeffords. Es la esposa del sargento Jeffords. Es comprensiva y cariñosa con su marido, aunque algunas veces se enoja con él por dedicarle tanto tiempo a su trabajo.
- Jason Mantzoukas como Adrian Pimento. Es un exdetective emocionalmente inestable que regresó a la comisaría después de pasar 12 años encubierto en la organización de Jimmy "El Carnicero" Figgis. Comenzó a salir con Rosa y los dos se comprometieron, antes de que Pimento y los del 99 se vieran obligados a fingir su muerte. Pimento regresa de su escondite cuando Figgis es capturado, pero se le niega su antiguo trabajo en la policía de Nueva York y se convierte en un investigador privado.
- Stephen Root y Sandra Bernhard como Lynn Boyle y Darlene Linetti. Son los padres de Charles Boyle y Gina Linetti respectivamente, tras conocerse por medio de sus hijos, se casan, haciendo a Charles y Gina hermanastros.

## Episodios
| Temporada | Temporada | Episodios | Episodios | Emisión original         | Emisión original         | Emisión original |
| Temporada | Temporada | Episodios | Episodios | Primera emisión          | Última emisión           | Cadena           |
| --------- | --------- | --------- | --------- | ------------------------ | ------------------------ | ---------------- |
|           | 1         | 22        | 22        | 17 de septiembre de 2013 | 25 de marzo de 2014      | FOX              |
|           | 2         | 23        | 23        | 28 de septiembre de 2014 | 17 de mayo de 2015       | FOX              |
|           | 3         | 23        | 23        | 27 de septiembre de 2015 | 19 de abril de 2016      | FOX              |
|           | 4         | 22        | 22        | 20 de septiembre de 2016 | 23 de mayo de 2017       | FOX              |
|           | 5         | 22        | 22        | 26 de septiembre de 2017 | 20 de mayo de 2018       | FOX              |
|           | 6         | 18        | 18        | 10 de enero de 2019      | 16 de mayo de 2019       | NBC              |
|           | 7         | 13        | 13        | 6 de febrero de 2020     | 23 de abril de 2020      | NBC              |
|           | 8         | 10        | 10        | 12 de agosto de 2021     | 16 de septiembre de 2021 | NBC              |

## Desarrollo y producción

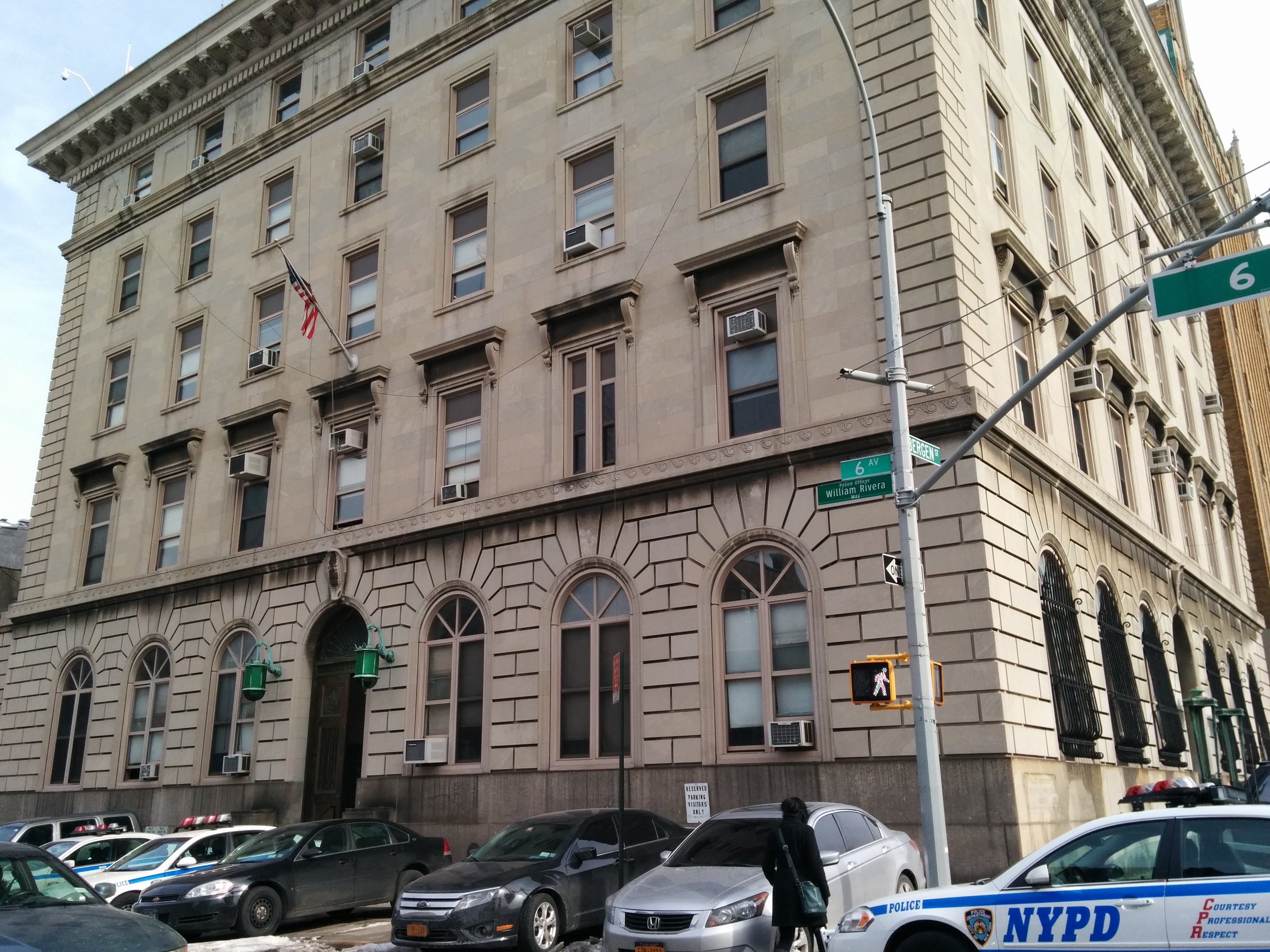
Edificio en la Sixth Avenue cuya vista exterior fue ulitizada en algunas tomas.

El 8 de mayo de 2013, Fox realizó un pedido de catorce episodios para la comedia de conjunto de una sola cámara. El 18 de octubre de 2013, la serie fue seleccionada para una temporada completa de 22 episodios, y luego fue elegida para transmitirse con New Girl en un "evento especial de una hora de comedia" como los programas de salida del Super Bowl XLVIII.
La vista exterior del edificio del precinto 99, con numerosos vehículos de NYPD estacionados frente a ella, es el edificio de la comisaría 78 en la esquina de Sixth Avenue y Bergen Street, un bloque al sur del Barclays Center y a un bloque al este del Estación Bergen Street en las rutas 2, 3, 4 y 5 del metro de la ciudad de Nueva York.

## Recepción
Rotten Tomatoes le dio a la temporada 1 una puntuación del 88% sobre la base de 49 comentarios. El consenso es: "Dirigido por el emparejamiento sorprendentemente efectivo de Andy Samberg y Andre Braugher, Brooklyn Nine-Nine es una versión encantadora e inteligentemente escrita del formato de la policía". Para la segunda temporada, recibió una puntuación del 100 % basado en 11 evaluaciones El consenso de esa temporada es: "El reparto ganador de Brooklyn Nine-Nine, los personajes atractivos y los gags extravagantes lo convierten en una buena comida reconfortante". Metacritic da a la primera temporada del espectáculo una calificación media ponderada de 70/100 basada en 33 revisiones, indicando "revisiones generalmente favorables".
The Huffington Post publicó una lista de "9 razones por las que debe comenzar a ver Brooklyn Nine-Nine", mientras que la revista Paste celebró "Los 10 mejores momentos de la primera temporada de Brooklyn Nine-Nine" en 2014.
Brooklyn Nine-Nine ha recibido elogios por su interpretación directa de las personas LGBT y los graves problemas que las afectan, al tiempo que conserva su sentido del humor. Representar al Capitán Ray Holt, un personaje principal, como un hombre negro abiertamente homosexual y sensato en un matrimonio interracial entre personas del mismo sexo no tiene precedentes en las comedias policiales. La presentación como bisexual de la detective Rosa Díaz en el episodio "99", el 99.º episodio de la serie, se considera una representación importante de una orientación sexual que a menudo ha sido desechable y malinterpretada en otros programas de televisión.

## Emisión
Brooklyn Nine-Nine fue transmitido en Citytv en Canadá hasta el segundo episodio en la segunda temporada.
En el Reino Unido, el espectáculo se estrenó en E4 en enero de 2014. La segunda temporada se estrenó el 15 de enero de 2015, la tercera comenzó el 7 de enero de 2016 y la cuarta el 5 de enero de 2017.
En México se transmitió por TBS desde el 21 de abril de 2014 y posteriormente por Warner Channel.
La serie se transmite RTÉ2 en Irlanda.
En Nueva Zelanda, Brooklyn Nine-Nine se estrenó en TV2 el 13 de febrero de 2014.
En India se transmite en Comedy Central.
En Australia, Brooklyn Nine-Nine se estrenó en SBS el 28 de julio de 2014 y se transmite en Universal Channel desde el 7 de enero de 2015. Se movió a SBS 2 en 2015 comenzando con la segunda temporada, que se estrenó el 3 de marzo de 2015, y actualmente se transmite los martes y miércoles a las 8 p. m. todas las semanas. Ahora se ha movido a SBS VICELAND.
En Singapur, el programa se transmite los martes a las 11:00 p. m. en MediaCorp Channel 5.
En diciembre de 2014, Netflix UK agregó la primera temporada de Brooklyn Nine-Nine a sus listados, con Netflix Australia en marzo de 2015. Desde 2016, Netflix Alemania / Austria / Suiza lleva la primera temporada en audio en inglés y alemán.
En el sudeste de Asia y Sri Lanka, Brooklyn Nine-Nine se transmite justo después de los Estados Unidos en Diva.
En España, se transmite desde noviembre de 2016 en Comedy Central y Neox.
En Italia se emite desde el 14 de marzo de 2016 en Comedy Central hasta la tercera temporada y luego por Netflix desde la cuarta temporada.

## Lanzamientos de DVD
| Nombre del DVD                  | Episodios | Fecha de lanzamiento     |
| ------------------------------- | --------- | ------------------------ |
| Brooklyn Nine-Nine: Temporada 1 | 22        | 23 de septiembre de 2014 |
| Brooklyn Nine-Nine: Temporada 2 | 23        | 8 de septiembre de 2015  |
| Brooklyn Nine-Nine: Temporada 3 | 23        | 23 de agosto de 2016     |
| Brooklyn Nine-Nine: Temporada 4 | 22        | 22 de agosto de 2017     |
| Brooklyn Nine-Nine: Temporada 5 | 22        | 26 de septiembre de 2017 |

### Premios Globo de Oro
| Año  | Categoría                     | Serie              | Resultado |
| ---- | ----------------------------- | ------------------ | --------- |
| 2014 | Mejor serie comedia o musical | Brooklyn Nine Nine | Ganador   |

### GLAAD Media Awards
| Año  | Categoría                                             | Serie              | Resultado |
| ---- | ----------------------------------------------------- | ------------------ | --------- |
| 2014 | Premio GLAAD Media Awards a la mejor serie de comedia | Brooklyn Nine Nine | Nominado  |
| 2015 | Premio GLAAD Media Awards a la mejor serie de comedia | Brooklyn Nine Nine | Nominado  |
| 2016 | Premio GLAAD Media Awards a la mejor serie de comedia | Brooklyn Nine Nine | Nominado  |
| 2017 | Premio GLAAD Media Awards a la mejor serie de comedia | Brooklyn Nine Nine | Nominado  |
| 2018 | Premio GLAAD Media Awards a la mejor serie de comedia | Brooklyn Nine Nine | Ganador   |
| 2019 | Premio GLAAD Media Awards a la mejor serie de comedia | Brooklyn Nine Nine | Nominado  |
| 2020 | Premio GLAAD Media Awards a la mejor serie de comedia | Brooklyn Nine Nine | Nominado  |